# MUSE IN THE CITY
MUSE IN THE CITY는 대한민국의 음악 그룹 나인뮤지스의 첫 번째 콘서트 투어이다.

## 개요
2016년 1월 7일 나인뮤지스는 첫 단독 콘서트 《MUSE IN THE CITY》의 공연명과 공식 포스터를 공개하였다. 1월 8일 나인뮤지스는 공식 유튜브 채널과 네이버 V 앱을 통해 콘서트 《MUSE IN THE CITY》의 포스터 촬영 현장 메이킹 영상을 공개하였다. 또한 나인뮤지스의 소속사 스타제국은 나인뮤지스의 3월 말 컴백 소식을 밝혔다. 콘서트 《MUSE IN THE CITY》는 예스24를 통해 1월 12일 팬클럽 'MINE'의 선예매, 1월 15일 일반 예매를 진행하였다. 콘서트 《MUSE IN THE CITY》는 예매 시작 10분 만에 전 좌석이 매진되어 예매를 종료하였다. 2월 19일 오후 8시 나인뮤지스는 서울특별시 광진구 군자동 서울 어린이대공원 와팝홀에서 단독 콘서트 《MUSE IN THE CITY》를 진행하였다. 콘서트를 통해 약 2천여명의 관객이 동원되었다.

## 투어 일정
| 날짜            | 도시 | 국가     | 장소                | 관객 동원 |
| --------------- | ---- | -------- | ------------------- | --------- |
| 2016년 2월 19일 | 서울 | 대한민국 | 어린이대공원 와팝홀 | - 2,000+  |

## 세트 리스트
- 드라마 (DRAMA)
- 휘가로 (Figaro)
- 뉴스(News)

- Ment 1
- 팬시
- 잠은 안오고 배는 고프고
- 세치혀 (Rumor)
- No Playboy

- VCR 1
- 피어나 (혜미)
- 1분 1초 (경리)
- End of Time + Body Party (민하)
- 보름달 (현아)

- Ment 2
- 건 (GUN)
- 다쳐 (Hurt Locker)

- VCR 2
- 오늘부터 우리는 (Me Gustas Tu)

- Ment 3
- 몰라몰라
- To. MINE

- VCR 3
- My All (금조)
- You And I (성아)
- The Water Dance (소진)
- Bitch Better Have My Money (이유애린)

- Ment 4
- Sixth Sense
- 티켓 (Ticket)
- Action
- 와일드 (Wild)

- VCR 4
- 돌스 (Dolls)
- 9월 17일